# Wat Misaka
Wataru Misaka, detto Wat (Ogden, 21 dicembre 1923 – Salt Lake City, 20 novembre 2019), è stato un cestista statunitense.
Wataru Misaka è considerato uno dei giocatori più bassi di sempre ad aver giocato in NBA, alto solo 1,70m.

## Carriera
Figlio di nippo-americani, è stato il primo giocatore asioamericano ed il primo non caucasico a giocare in NBA (all'epoca denominata Basketball Association of America). Al Draft BAA 1947 fu infatti scelto dai New York Knicks, con i quali disputò 3 partite. È inoltre uno dei giocatori più bassi ad aver mai giocato in NBA.
Nel 1944 e nel 1947 ha giocato negli Utes della Utah University, vincendo rispettivamente il titolo NCAA e il National Invitation Tournament. Nel biennio 1945-1946 è stato arruolato nell'esercito degli Stati Uniti di stanza in Giappone.
Alla vita di Misaka è stato dedicato il documentario Transcending: The Wat Misaka Story, di Bruce Alan Johnson e Christine Toy Johnson.

## Palmarès
- Campione NCAA (1944)